# Lundsjön–Dammsjön
Lundsjön–Dammsjön är en sjö i Nacka kommun på Södertörn som ingår i Norrström-Tyresåns kustområde. Sjön är 10,7 meter djup, har en yta på 0,17 kvadratkilometer och befinner sig 23,4 meter över havet.
Dagens vattenspegel består av Lundsjön i norr och Dammsjön i söder med ett smalt sund emellan. De var separata sjöar innan man dämde upp Dammsjöns avrinning för Erstaviks kvarn, men sitter sedan länge ihop genom den resulterande nivåhöjningen. Sjön är en sprickdalssjö och ligger i ett välbesökt strövområde norr om Erstaviken. Den är en fin bad- och fiskesjö. Sjöarna utgjorde tidigare dricksvattentäkt för Saltsjöbaden. Den östra delen av Dammsjön ligger inom Tattby naturreservat.

## Biologi
Vattnet i sjön är klart och materialet på bottnen är brunaktigt på grund av dess innehåll av humus. Vassbälten har brett ut sig i sjöns norra sund mot Dammsjön. Tre flottholmar finns i Dammsjön. I många år låg de still, men på senare år har de rört sig. Den norra holmen har flyttat sig söderut med mer än 100 meter. Stränderna består mest av hällmarkstallskog som är känslig för slitage av de besökande. Barrskog (gran) och lövskog (björk och al) breder också ut sig vid sjön. Den omkringliggande naturen är omväxlande med rikt växt- och djurliv.
Det växer rikligt med svampar som till exempel flugsvampar, smörsopp, pluggskivling, kremla och soppar. Blåbärsris och mossa kan man finna här. Dessutom växer det vass, starr, sjöfräken, näckrosor, nyponbuskar, gräs, hårslinga, björnmossa och kaveldun i sjön. Lom och fiskgjuse observeras regelbundet i sjön. I sjön finns det även kräftor och rikligt med vattengråsuggor. Det finns gott om trollsländor runt sjön. De lägger ägg i vattnet och låter trollsländelarverna utvecklas på egen hand. I anslutning till Dammsjön finns ett träsk med en stor mängd andmat (Lemna minor). Arten har tagit över andra arter, då den täcker sig över hela träskets yta.

## Historia
Sjöbäckenet snördes av från Östersjön genom landhöjningen i slutet av bondestenåldern något århundrade före 2000 f.Kr. Lundsjön har sitt namn av torpet Lund vid sjöns norra ände. Torpet finns med på den äldsta kartan från 1723 och är fortfarande bebott. Vid södra änden av Dammsjön låg 1723 Mjölnartorpet varav man idag bara kan se den gamla åkermarken och en jordkällare. Lundsjön hette före nivåhöjningen på 1850-talet Dammsjön. Dagens Dammsjön hette då Kvarnsjön.

## Friluftsliv
Sjön används för pimpelfiske vintertid. Fina vandrings- och cykelvägar finns i omgivningarna. Saltsjöbadens "lugna promenad" - en markerad slinga på drygt 4 km - passerar vid Lundsjöns norra strand, där också Saltsjöbadens golfbana ligger.

## Delavrinningsområde
Lundsjön ingår i delavrinningsområde (657517-164060) som SMHI kallar för Rinner mot Erstaviken. Medelhöjden är 27 meter över havet och ytan är 3,89 kvadratkilometer. Det finns inga avrinningsområden uppströms utan avrinningsområdet är högsta punkten. Avrinningsområdets utflöde mynnar i havet, utan att ha någon enskild mynningsplats. Avrinningsområdet består mestadels av skog (51 procent). Avrinningsområdet har 0,78 kvadratkilometer vattenytor vilket ger det en sjöprocent på 3,9 procent. Bebyggelsen i området täcker en yta av 6,35 kvadratkilometer eller 31 procent av avrinningsområdet.